# Университет прикладных наук Ханзе

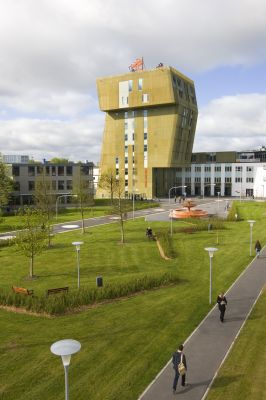
Башня Ольст — символ Ханзе

Университет прикладных наук Ханзе в Гронингене (нидерл. Hanzehogeschool Groningen, в дословном переводе — высшая школа), самый большой университет прикладных наук в северной части Королевства Нидерланды расположен в городе Гронинген.

Ханзе предлагает множество программ бакалавра и магистратуры на голландском, английском, и немецком языках, а также тесно сотрудничает с международными учебными заведениями. Ханзе насчитывает около 25 000 студентов и 2700 человек рабочего персонала . 

## История
Название «Ханзе» относится к первоначально термину «Ганзейского союза» — средневекового торгового союза различных ганзейских городов, в том числе городов Королевства Нидерланды, Скандинавии и других.
Ханзе был основан в 1986 году в результате объединения местных институтов прикладных наук, старейшим из которых является художественная Академия «Минерва», основанная в 1798 году. «Минерва» была первым институтом с множеством направлений практического высшего образования в Нидерландах, где студенты изучают современное искусство, дизайн и поп-культуру. Университет Ханзе отпраздновал свой 215 юбилей в 2013 году. Первым международным факультетом Ханзе стал факультет международного бизнеса и менеджмента, открытый в 1997 году.
Ханзе — международный вуз. Преподавание ведется на нескольких языках: английский, немецкий и нидерландский. Кроме этого, университет принимает участие в программе стипендий ERASMUS, предлагая студентам возможность учиться по обмену в более чем 70 партнерских университетах по всему миру. В университет ежегодно поступают студенты минимум 50 национальностей .
С 1998 по 2002 Ханзе был вовлечен в мошенническую схему по продаже дипломов и нелегально получил 1,5 миллиона евро в качестве государственных субсидий: студенты, участвующие в схеме, были формально зарегистрированы в Ханзе, но на деле получили часть обучения за границей либо отучились там целиком или же закончили четырёхлетнее обучение за один год. 

## Организация

### Организационная структура
В Ханзе работает более 2700 человек и учится более 25 000 студентов. 19 институтов предлагают курсы в области в области бизнеса и менеджмента, инженерии, коммуникаций, оздоровления и спорта, социального обслуживания, искусства, музыки и танца .

### Управление
Общее управление Ханзе обеспечивает исполнительный комитет при поддержке декана. Члены исполнительного комитета: доктор Генк Пейлман (англ. Henk Pijlman), представитель и президент, доктор Мариян ван Ос (англ. Marian van Os) и доктор Кор де Рейтер (англ. Cor de Ruiter) .

## Расположение
Основные 16 школ находятся в городе Гронинген . Институты-сателлиты Ханзе находятся в Ассене (Институт технологий), Леувардене (Институт поп-культуры) и Амстердаме (Танцевальная академия).

### Институты
- Академия «Минерва»
- Академия поп-культуры
- Институт технологий (HIT)
- Международная школа бизнеса и менеджмента
- Танцевальная академия
- Консерватория принца Клауса
- Институт архитектуры
- Институт коммуникаций, медиа и ИТ
- Институт общего образования
- Институт управления объектами
- Институт инженерии
- Институт оздоровления
- Институт юриспруденции
- Институт естественных наук и технологий
- Институт финансового и экономического управления
- Институт медицинского ухода
- Институт маркетинга
- Институт спортивных наук
- Институт социальных наук

Подробная информация на официальном сайте

#### Программы бакалавриата
- Продвинутые сенсорные приложения
- Факультет искусства и дизайна, Академия Минерва
- Классическая музыка, Консерватория имени Принца Клауса[англ.]
- Факультет музыки
- Композирование музыки и студийное производство, Консерватория имени Принца Клауса
- Исполнение, Консерватория имени Принца Клауса
- Электронное моделирование и инженерия
- Интегральная разработка продуктов
- Международный бизнес и менеджмент (на немецком)
- Международная биомедицинская инженерия
- Международная Business and Management Studies
- Международная инженерия и управления
- Международные коммуникации
- Международное управление строительством
- Международная управление объектами
- Международный факультет производства энергии и распределение электроэнергии
- Джаз, Консерватория Принца Клауса
- Медицинское Отображение и Радиационная Онкология (на голландском)
- Медицинский уход (на голландском)
- Питание и диетология (на голландском)
- Оральная гигиена (на голландском)
- Физиотерапия
- Логопедия (на голландском)

Подробная информация на официальном сайте

#### Программы магистратуры
- Международные коммуникация
- Международный бизнес и менеджмент
- Бизнес администрация
- Магистратура изобретательных искусств в интерактивном медиа и окружении
- Магистратура изобретательных искусств в рисовании
- Магистратура изобретательных искусств в сценографии
- Магистратура в музыке
- Европейская магистратура в социальных науках
- Европейская магистратура в области возобновляемых источниках энергии

Подробная информация на официальном сайте